# 熱血!人情派喜劇Shakariki駐在先生
《熱血!人情派喜劇Shakariki駐在先生》（日语：熱血!人情派コメディ しゃかりき駐在さん）是在朝日放送（關西地區）2012年4月8日至2013年3月31日以喜劇形式播放的綜藝節目。播放時間是每週星期日的12:00 - 12:55（日曜笑劇場時段。JST）。

## 出演者

### 定期
- 西野亮廣（キングコング） - 「はなつき駐在所」的駐在先生。
- 内場勝則 - 「はなつき駐在所」對面的便利店「Five up Mart」はなつき店店主。
- 宇都宮まき - 小酒吧「フラワームーン」的女主人。
- 福本愛菜（NMB48） - 內場女孩。
- 池乃めだか（第10話 -）
- 高野祐衣（NMB48）（第13話 -） - 愛菜的同級生。

## 開頭曲
- MOSAIC.WAV「Love Cheat!」

## 播放電視台

### 定期播放
| 播放地域   | 播放電視台     | 系列           | 播放時間                              | 播放開始日    | 備考     |
| ---------- | -------------- | -------------- | ------------------------------------- | ------------- | -------- |
| 近畿廣域圏 | ABC            | 朝日電視台系列 | 每週日 12:00 - 12:55                  | 2012年4月8日  | 制作局   |
| 關東廣域圏 | 朝日電視台     | 朝日電視台系列 | 月1～3回 週五、週六、週日的深夜帯播放 | 2012年4月28日 |          |
| 熊本縣     | 熊本朝日放送   | 朝日電視台系列 | 每週六 12:00 - 12:55                  | 2012年6月23日 | 遅125日  |
| 日本全国   | Sky・A sports+ | CS（ABC團體）  | こちらを参照 （页面存档备份，存于）   | 2012年7月10日 | 93日遅れ |

### 不定期放送
- 廣島HOME電視台 - 2012年5月的週六16:00 - 17:00。

## 備註
1. ↑  2012年4月28日在27:40 - 28:35播放。2012年5月26日在27:30 - 28:25播放。2012年6月22日在27:20 - 29:10播放（2話播放）。2012年7月21日在27:30 - 28:25播放。2012年8月3日在27:20 - 28:15播放。2012年8月17日在27:50 - 28:45播放。2012年8月24日在27:20 - 29:10播放（2話播放）。2012年9月16日在27:40 - 28:35播放。2012年9月21日在28:15 - 29:10播放。2012年9月23日在27:10 - 28:05播放。2012年10月26日在28:15 - 29:10播放。2012年10月27日在27:45 - 28:35播放。2012年11月2日在27:25 - 28:20播放。2012年12月7日在27:26 - 28:21播放。2012年12月21日在27:20 - 28:10播放。2012年12月28日在27:20 - 28:15播放。2013年1月18日在28:00 - 28:50放送。2013年2月1日在27:20 - 28:10播放。2013年3月1日在27:26 - 28:18播放。2013年3月8日在27:20 - 28:10播放。2013年3月22日在27:20 - 28:10播放。
2. ↑  ABCアワー枠での放送で、リピートあり。編成や内容によって休止する回もある。
3. ↑  第1話放送時点。編成上の都合で放送話数の入れ替えがある。

## 外部連結
- 熱血!人情派コメディ しゃかりき駐在さん

| ABC電視台 日曜笑劇場         | ABC電視台 日曜笑劇場                                | ABC電視台 日曜笑劇場 |
| ---------------------------- | --------------------------------------------------- | -------------------- |
|                              | 熱血!人情派喜劇Shakariki駐在先生                    |                      |
| ほっとけ!3人組               | 休止                                                |                      |
| ABC電視台 日曜 12:00 - 12:55 |                                                     |                      |
| ほっとけ!3人組               | 熱血!人情派喜劇Shakariki駐在先生 【日曜笑劇場時段】 | プレミアムサンデー   |